# Agim Çeku
Agim Çeku (ur. 20 października 1960 w Peciu) – premier Kosowa od 10 marca 2006 do 9 stycznia 2008.

## Wojna w Chorwacji
Çeku rozpoczynał swoją karierę jako wojskowy. Ukończył studia na Akademii Wojskowej w Belgradzie, po czym wstąpił do Ludowego Wojska Jugosławii. W 1991 zmienił szeregi i przeszedł do nowo utworzonej Armii Chorwackiej, która została sformowana po ogłoszeniu niezależności przez ten kraj.
Çeku w czasie wojny chorwacko-serbskiej uczestniczył w działaniach wojskowych prowadzonych przeciw Jugosławii i Republice Serbskiej Krajiny, odnosząc rany w czasie operacji Medak Pocket we wrześniu 1993. Przyczynił się do zrewidowania chorwackiej doktryny i taktyki wojskowej, co przełożyło się na sukces wojenny w 1995. Za swe zasługi z czasów wojny został dziewięciokrotnie odznaczony przez państwo chorwackie i awansowany do stopnia brygadiera.

## Wojna w Kosowie
W lutym 1999 wystąpił z chorwackiej armii. Od połowy lat 90. rozwijał kontakty z Armią Wyzwolenia Kosowa (UCK). Gdy w marcu 1999 wybuchła wojna w Kosowie, Çeku wsparł czynnie UÇK. W maju 1999 został mianowany szefem sztabu kosowskiej armii. Zapewnił jej w ten sposób odpowiednią organizację i strukturę. W krańcowym etapie wojny z oddziałami serbskimi, Çeku był głównym łącznikiem między NATO a Armią Wyzwolenia Kosowa.
Po zakończeniu działań wojskowych w czerwcu 1999 Çeku nadzorował demilitaryzację UÇK i przekształcanie jej w Korpus Ochrony Kosowa, który w zamyśle miał być cywilną organizacją zajmującą się usuwaniem skutków walk i wykonującą działania humanitarne. W zamyśle Çeku korpus miał zaś stanowić podstawę dla budowy przyszłej armii niepodległego Kosowa. Nadzór nad transformacją UCK w pokojowy korpus był nie lada wyzwaniem, nie zawsze prawidłowo przeprowadzanym, czego przykładem może być zaangażowanie sił kosowskich na rzecz Albańczyków w wojnie domowej w Macedonii w 2001.
Rząd serbski po wojnie oskarżył Çeku o zbrodnie wojenne, co jednak nie znalazło nigdy potwierdzania w społeczności międzynarodowej. Z inicjatywy sądu w Serbii, Çeku został na krótko zatrzymany w październiku 2003 w Słowenii i w marcu 2004 na Węgrzech, oraz obecnie z uwagi na list gończy Interpolu, 23 czerwca 2009 na przejściu granicznym między Bułgarią a Macedonią.

## Premier
2 marca 2006 po rezygnacji ze stanowiska premiera przez Bajrama Kosumiego, prezydent Fatmir Sejdiu mianował Çeku jego następcą. 10 marca 2006 Çeku został wybrany szefem rządu przez kosowskie zgromadzenie. Po zaprzysiężeniu zadeklarował, że jego celem jest osiągnięcie przez Kosowo pełnej niepodległości, z jednoczesnym zagwarantowaniem praw i ochrony mniejszości serbskiej.
24 lipca 2006 w Wiedniu Çeku wziął udział w spotkaniu szefów państw i rządów Serbii i Kosowa w sprawie przyszłego statusu prowincji. W listopadzie 2007 wybory parlamentarne wygrała w Kosowie Demokratyczna Partia Kosowa, a jej lider Hashim Thaçi został 9 stycznia 2008 nowym szefem rządu.
Çeku żonaty jest z Chorwatką, jest ojcem trojga dzieci. Rodzina mieszka w chorwackim Zadarze.